# هیسامیتسو اسپرینگز
هیسامیتسو اسپرینگز (انگلیسی: Hisamitsu Springs) باشگاه والیبال زنان مستقر در شهرستان کوبه ژاپن است.
این تیم در وی لیگ بازی می‌کند. هیسامیتسو در سال ۱۹۴۸ تأسیس شد. این تیم با داشتن برانکیچا میهایلوویچ صرب و میو ناگائوکا توانست در ۱۶ سپتامبر سال ۲۰۱۵ نماینده‌ی ضعیف ایران در قهرمانی باشگاه‌های آسیا را با نتیجه‌ی ۳ بر ۰ مغلوب خود کند. گفتنی‌ست این تیم پر ستاره علی‌رغم تلاش‌های بسیار نتوانست به مقام اول آسیا برسد.
ریسا شین‌نابه و میو ناگائوکا دو دریافت‌کننده‌ی این تیم بودند که پس از رسیدن هیسامیتسو به مقام نایب‌قهرمانی آسیا و پایان یافتن این تورنمنت به عنوان بهترین دریافت‌کنندگان این دوره از مسابقات انتخاب شدند.